# Rubus deweveri
Rubus deweveri är en rosväxtart som beskrevs av A. von de Beek. Rubus deweveri ingår i släktet rubusar, och familjen rosväxter. Inga underarter finns listade i Catalogue of Life.